# Peter Zumthor

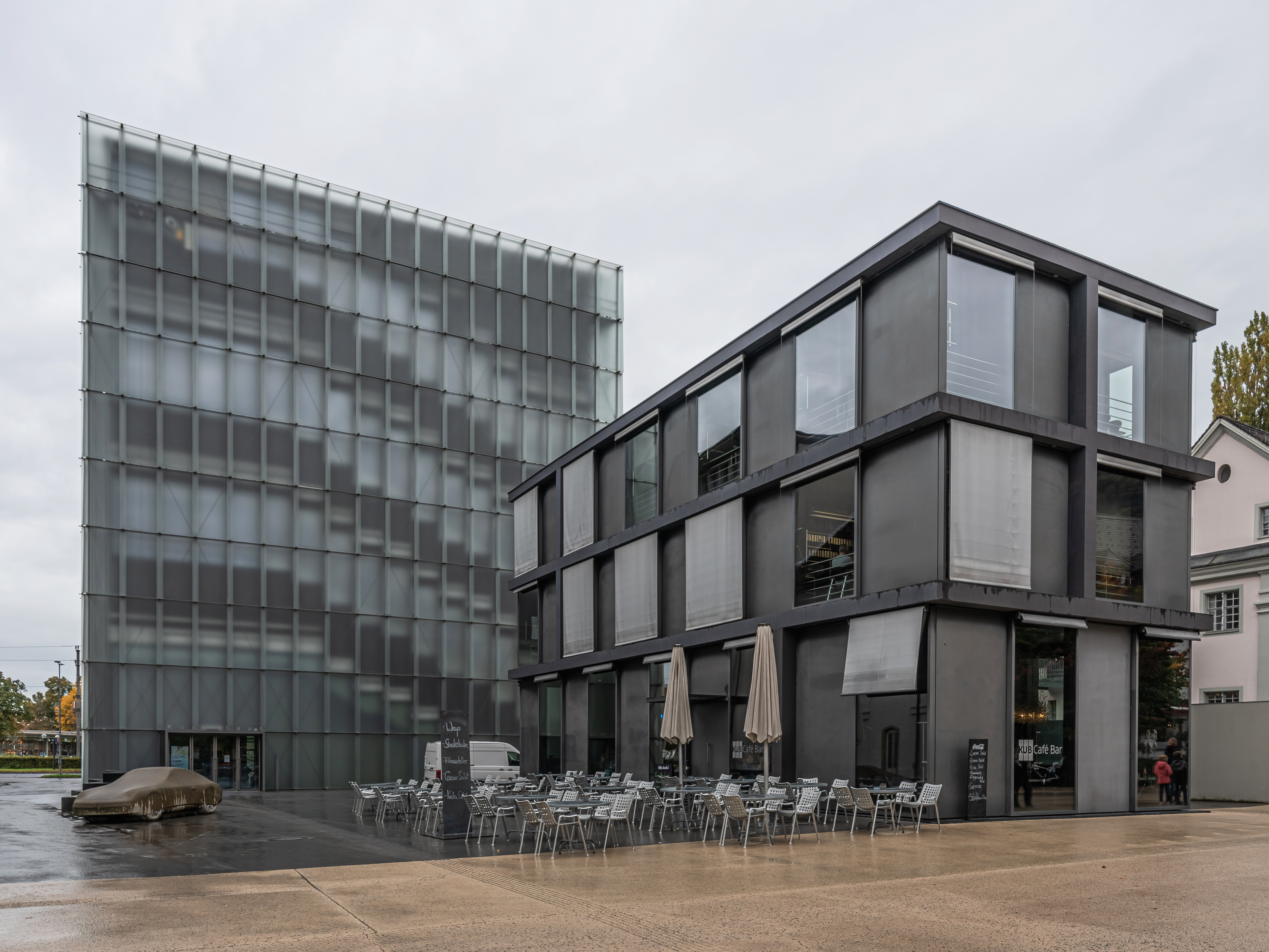
Kunsthaus Bregenz

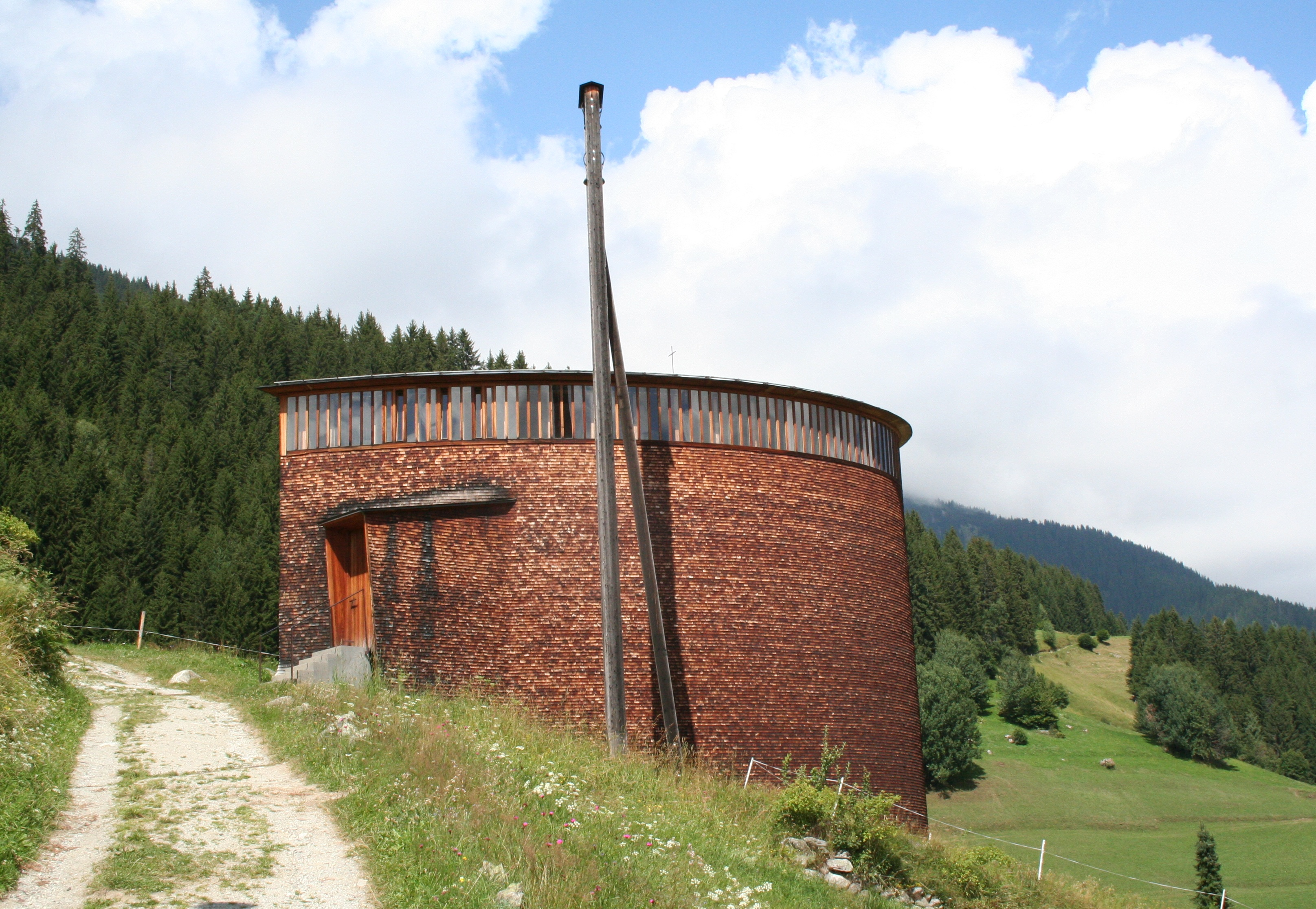
Caplutta Sogn Benedetg

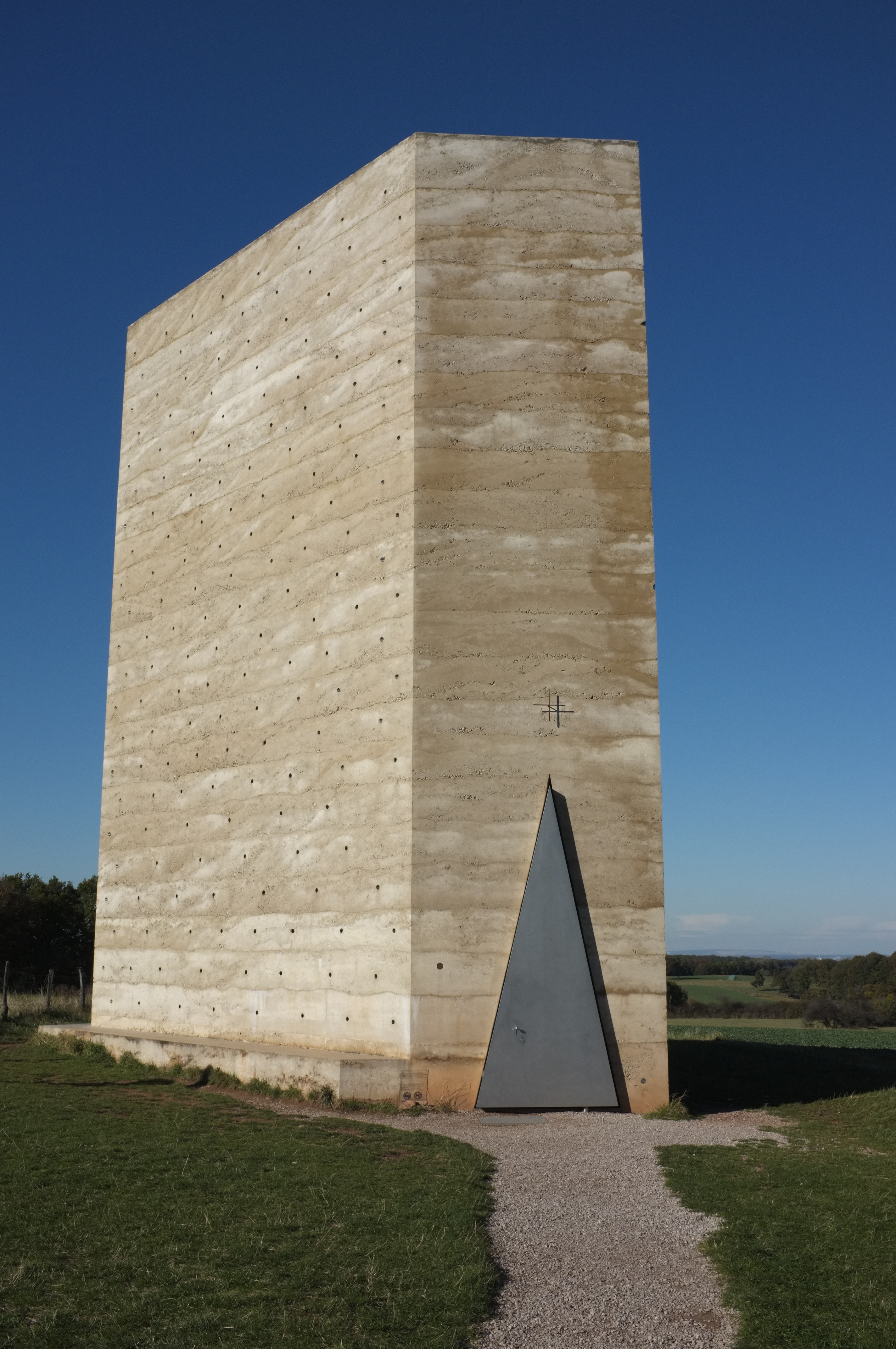
Broeder Klauskapel in Mechernich-Wachendorf

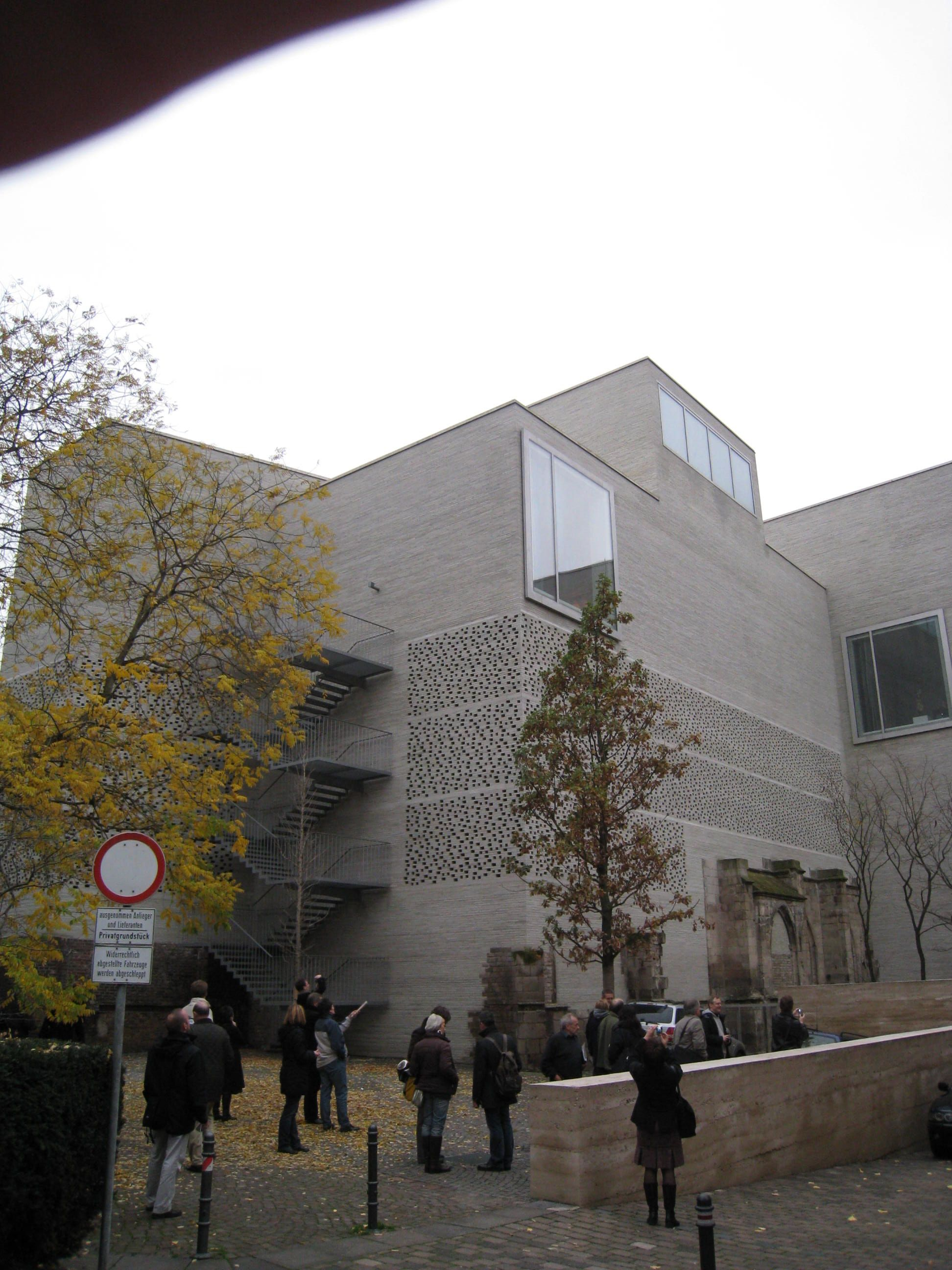
Kolumbamuseum, Keulen (2007)

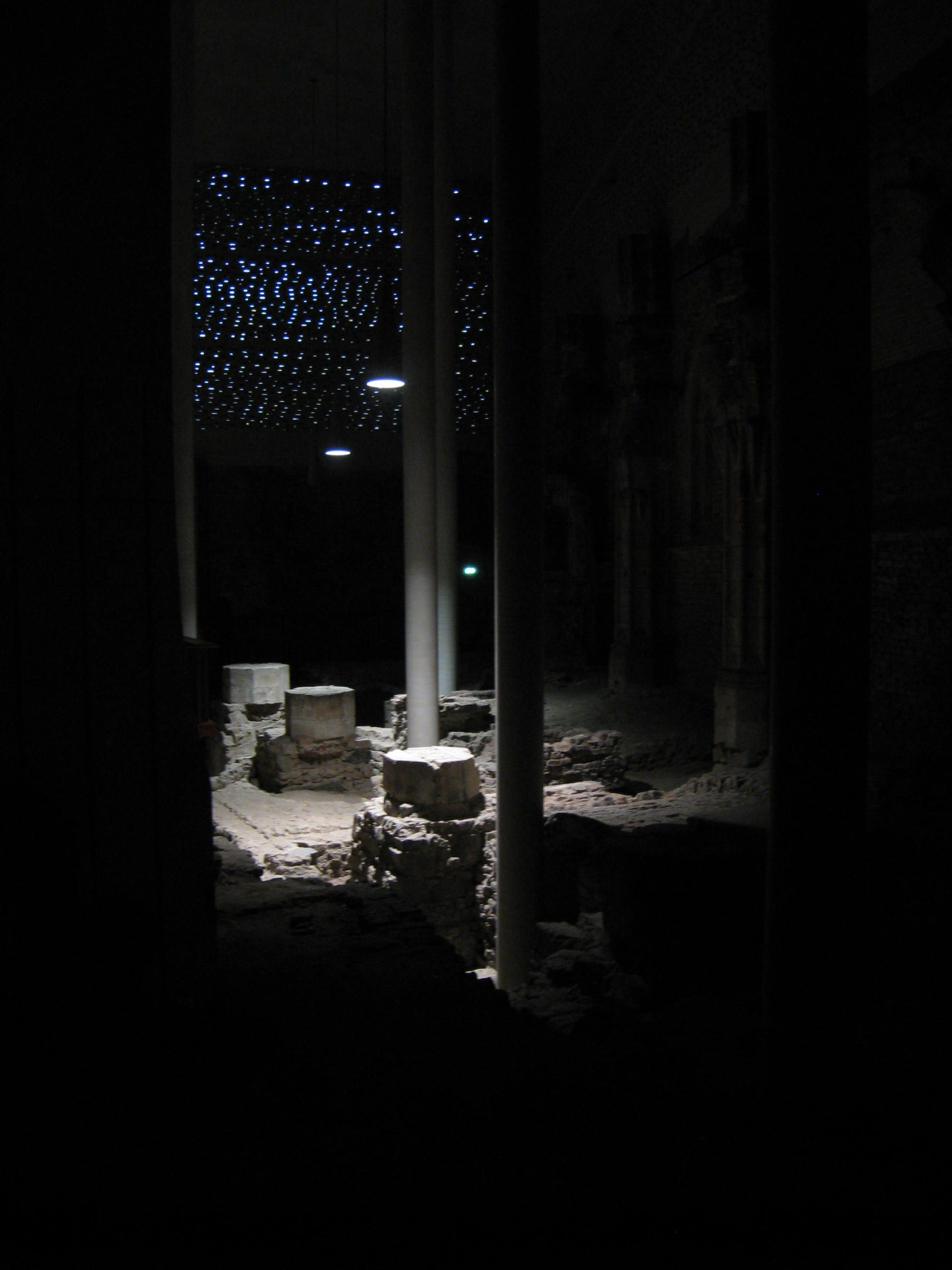
Interieur Kolumbamuseum, Keulen (2007)

Peter Zumthor (Bazel, 26 april 1943) is een Zwitsers architect en een internationale autoriteit in zijn vakgebied. In 2009 werd hij voor zijn gehele oeuvre geëerd met de Pritzker Architecture Prize.

## Biografie
Zumthor was de zoon van een meubelmaker en leerde ook zelf dit vak. Hij bezocht vanaf 1958 de kunstacademie in Bazel. Halverwege de jaren 1960 was het minimalisme in opmars en hij kreeg belangstelling voor architectuur. In 1966 studeerde hij aan het Pratt Institute in New York. Na zijn studie deed hij tien jaar lang restauratieprojecten voor monumentenzorg in het kanton Graubünden. In 1979 begon hij zijn eigen architectenbureau in Haldenstein, Zwitserland. Sinds 1996 is hij daarnaast professor aan de Accademia di Architettura in Mendrisio. Hij is erelid van de Bund Deutscher Architecten.

## Architectuuropvatting
Zumthor staat bekend om het grote vakmanschap, van waaruit hij zijn keuzes maakt voor materialen en de manier, waarop deze verwerkt worden. De ontwerpen van Zumthor zijn verwant aan het Zwitserse Minimalisme, maar onderscheiden zich door een eigenzinnigheid en een liefde voor het platteland. De ontwerper beschrijft zijn aanpak als volgt: ‘Architecture has its own realm. It has a special physical relationship with life. I do not think of it primarily as either a message or a symbol, but as an envelope and background for life, which goes on in and around it – a sensitive container for the rhythm of footsteps on the floor, for the concentration of work, for the silence of sleep… Hieruit blijkt, dat Zumthor het belangrijk vindt dat architectuur een eigen leven gaat leiden. Zij heeft een speciale band met het levende. Het moet een 'verpakking' zijn voor de verschillende functies, die het leven met zich meebrengt.
Zumthor bekleedt een afgelijnde positie binnen het bouwen en de architectuurtheorie. Hij is niet geïnteresseerd in architectuur, die alleen maar op papier of via polemieken uitgevochten wordt. Veel architecten gaan helemaal voor de 2d versie van een gebouw, maar niet voor het uiteindelijke eindresultaat. Ze zijn meer geïnteresseerd in de theorie of in een bepaald gedeelte van het gebouw. Zumthor daarentegen vindt het belangrijker om zich bezig te houden met de materialen of hoe vormen in elkaar over kunnen vloeien, niet op de esthetisch juiste manier, maar op de manier die hem het meeste aanspreekt. Hij is geïnteresseerd in het gebouw zelf, hoe men het ziet of hoe men het aanvoelt, waarbij het gebouw eruitziet als een lichaam gevormd om een binnenklimaat. De architect houdt ervan om de kwaliteiten van ruimte maximaal te uiten, door de materialen en ruimte-indelingen zorgvuldig te kiezen. Zumthors gebouwen munten uit in de uitgekiende textuur van de materialen, het lichtspel en het zichtbare handwerk.
Bij de uitreiking van de Pritzker Prize 2009 loofde de voorzitter Zumthor als een architect wars van compromissen. Daarbij stelde hij: "Zumhtor heeft een zeldzaam talent waardoor hij een helder en streng denkkader weet te combineren met een poëtische dimensie. Zijn werk blijft zichzelf vernieuwen." Zumthor noemt de prijs een schitterende erkenning van zijn architecturale werk in de afgelopen twintig jaar.

## Uitgevoerde werken

### Haus Gugalun
Een voorbeeld van renovatie-architectuur door Zumthor is Haus Gugalun in de bergen van Zwitserland. De basis was een boerderijtje uit 1760, dat van generatie op generatie in bezit was van de familie Truog. De nakomelingen uit deze familie vroegen Zumthor in 1990 om het bouwval te moderniseren en aan te passen als vakantieverblijf. Voorwaarde daarbij was om het magische van de plek en de eeuwenlange functie als boerderij niet uit het oog te verliezen. De geschiedenis van de familie en het huis moest intact blijven bij het ontwerp van de verbouwing. Het laten herleven van de geest van het huis was een van de belangrijkste eisen voor Zumthors ingreep.
Het huis was gebouwd volgens de Zwitserse bouwtrant met het gebruiken van zware massieve balken. De toegang tot het gerenoveerde huis moest zich aan dezelfde kant bevinden als voorheen. Moderne materialen werden grotendeels vermeden, behalve beton. Enkele hedendaagse vereisten werden toegevoegd, zoals een moderne keuken en een badkamer. De aanbouw werd gedeeltelijk ingegraven in een helling. Na verloop van tijd zal de buitenkant van de aanbouw dezelfde textuur hebben als het oudere gedeelte. Door verwering zal het hout gaan verkleuren en zal het geheel de indruk wekken een oud gebouw te zijn.

### Veldkapel in Wachendorf
Op de glooiende weiden van het dorp Mechernich-Wachendorf in de Eifel bouwde de architect in 2007 de broeder Klauskapel. Het is een verstilde abstracte veldkapel die men van op afstand gezien voor een betonnen graansilo of watertoren zou kunnen houden. In dit relatief kleine gebouw is de architectuuropvatting van Zumthor krachtig verwerkelijkt: het gebouw als een zinnelijk lichaam om een binnenklimaat met bijzondere aandacht voor de textuur, het lichtspel en handwerk waarbij elk detail bijdraagt aan de ervaring van het geheel. Lange boomstammen werden in tentvorm geplaatst en dienden als bekisting voor het omhulsel van de kapelruimte met bovenaan een opening in het dak. Daarna brandde men de boomstammen weg met een licht smeulend vuur met als resultaat een grotachtige ruimte met de structuur van in beton gedrukte boomstammen. Zumthors gebedshuis vormt een krachtig teken van herkenning in het landschap.

### Kolumbamuseum
In 2007 werd het museum Kolumba dat de beeldende kunst van het aartsbisdom Keulen herbergt, opgeleverd. Het gebouw nabij de Dom van Keulen werd opgericht op de ruïnes van een oude gotische kerk. Zumthors museumgebouw herbergt bovendien een moderne kapel van de Keulse architect Gottfried Böhm. Bij de opening van het museum zette de ontwerper zich af tegen de idee van een culturele instelling als extravagant marketingicoon. Zijn uitgangspunt is de waarde op zich van een architectuur vertrokken van de unieke en bijzondere locatie, natuurlijke materialen met een perfecte afwerking, daarbij knap gedetailleerd met bedachte (kunst)verlichting, kortom een integere architectuur waarin de geëtaleerde kunstwerken maximaal tot hun recht komen.
In Nederland heeft Peter Zumthor nog geen werk gerealiseerd. Wel werd hij als architect aangetrokken voor de herontwikkeling van de Meelfabriek in Leiden.

## Onderscheidingen en prijzen
- 1987 Auszeichnung guter Bauten in het kanton Graubünden, Zwitserland
- 1989 Heinrich Tessenow-medaille, Leibniz-Universiteit Hannover, Duitsland
- 1992 Internationaler Architekturpreis für Neues Bauen in den Alpen, Sexten, Zuid-Tirol, Italië
- 1993 Best Building 1993 award from Swiss tc's '10 vor '10, Graubünden, Zwitserland
- 1994 Auszeichnung guter Bauten im Kanton Graubünden, Zwitserland
- 1995 International Prize for Stone Architecture, Fiera di Verona, Italië
- 1995 Internationaler Architekturpreis für Neues Bauen in den Alpen, Sexten, Zuid-Tirol, Italië
- 1996 Erich-Schelling-Architekturpreis, Erich-Schelling-Stiftung, Duitsland
- 1998 Carlsberg-architectuurprijs[3]
- 1998 Mies van der Rohe Award for European Architecture in Barcelona 1998
- 1999 Internationaler Architekturpreis für Neues Bauen in den Alpen, Sexten, Zuid-Tirol, Italië
- 2006 Meret-Oppenheimprijs van het Zwitserse 'Bundesamt für Kultur'
- 2006 Spirit of Nature Wood Architecture Award
- 2006 Thomas Jefferson Foundation Medal in Architecture, University of Virginia
- 2008 Brick Award 08, Wienenberger Company voor het Kolumba Museum in Keulen
- 2008 Praemium Imperiale, Japan Arts Association
- 2009 Pritzker Architecture Prize, Madrid

## Belangrijke werken
- 1983 Basisschool Churwalden, Churwalden, Graubünden, Zwitserland
- 1983 Haus Räth, Haldenstein, Graubünden, Zwitserland
- 1986 Omhulling voor een Romeinse archaeologische vindplaats, Chur, Graubünden, Zwitserland
- 1986 Atelier Zumthor, Haldenstein, Graubünden, Zwitserland
- 1989 Caplutta Sogn Benedetg (Sint-Benedictuskapel), Sumvitg, Graubünden, Zwitserland[4]
- 1990 Kunstmuseum Chur, Graubünden, Zwitserland
- 1993 Ouderlingentehuis, Masans, Chur, Graubünden, Zwitserland
- 1996 Spittelhof-woningen, Biel-Benken, Basel, Zwitserland
- 1996 Therme Vals, Vals, Graubünden, Zwitserland
- 1997 Kunsthaus Bregenz, Bregenz, Vorarlberg, Oostenrijk
- 1997 Topography of Terror, Internationale Tentoonstelling- en documentatiecentrum, Berlijn, Duitsland (onvoltooid beëindigd)
- 1997-2000 Zwitsers Paviljoen EXPO 2000, Hannover, Duitsland
- 1997 Villa in Küsnacht aan de Zürichsee Küsnacht, Zwitserland
- 1997 Lichtforum Zumtobel Staff, Zürich, Zwitserland
- 1999 Cloud Rock Wilderness Lodge, Moab, Utah, Verenigde Staten
- 2007 Veldkapel, Wachendorf
- 2007 Kolumba (Kunstmuseum des Erzbistums Köln), Keulen
- 2012 Werkraum Bregenzerwald, Andelsbuch Oostenrijk